# Vladisovo
Vladisovo – wieś w Chorwacji, w żupanii brodzko-posawskiej, w gminie Staro Petrovo Selo. W 2011 roku liczyła 14 mieszkańców.